# Палац Людвіга Фердинанда (Мюнхен)
Палац Людвіга Фердинанда (нім. Palais Ludwig Ferdinand), або також: Альфонс-Палац (нім. Alfons-Palais) знаходиться на площі Віттельсбахерплац (нім. Wittelsbacherplatz) в Мюнхені, земля Баварія, Німеччина. 

Палац побудовано за проектом архітектора Лео фон Кленце у 1825–1826 роках. 

З 1878 року палац належав принцам Людвігу Фердинанду Баварському та його брату, принцу Альфонсу Баварському. Обидва особисто проживали в палаці щонайменше чверть століття. Саме їм палац і завдячує обома своїми назвами.
Під час Другої світової війни зазнав жахливих руйнувань, після чого до 1949 року палац було відновлено і здано в оренду концерну Siemens & Halske, який спочатку використовував будівлю як автопарк та казино. У 1957 році концерн Siemens викупив будівлю палацу у нащадків принца Людвіга Фердинада. Зараз у палаці знаходиться головний офіс Siemens AG .